# Kjell Johansson (författare)
Kjell Einar Johansson, född 15 juli 1941 i Stockholm, är en svensk författare.

## Författarskap
Kjell Johansson föddes i stockholmsförorten Midsommarkransen, där flera av hans romaner utspelar sig. Han vann en stor publik med romansviten De utsatta – Huset vid Flon, Sjön utan namn, Rummet under golvet och Det var inte jag – en serie böcker som skildrar udda människor i samhällets utkant, de som lever en marginaltillvaro och som sällan syns, än mindre räknas.
Kjell Johansson har bland ett flertal litterära utmärkelser tilldelats Ivar Lo-priset 2007 med motiveringen: ”Solidariteten med de lägst stående i samhället har varit ett genomgående tema i Kjell Johanssons författarskap. I sin förnyelse av den realistiska romanen har han på en skimrande prosa pendlat mellan den fabulerande skrönan, det litterärt intrikata och en handfast vardagsskildring.”
Utöver De utsatta har romanen Gogols ansikte (1989) vunnit både svensk och internationell uppmärksamhet. Ett tiotal översättningar av Kjell Johanssons romaner har gjorts till främmande språk.
År 2011 satte Stockholms Stadsteater upp en dramatisering av Huset vid Flon. Hela författarskapet uppmärksammades med ett ABF-seminarium i Stockholm. Medverkande var Arne Melberg, Agneta Pleijel, Jan Stolpe, Jenny Wrangborg och Gunder Andersson. År 2013 tilldelades Kjell Johansson Stiftelsen Selma Lagerlöfs litteraturpris ”för ett författarskap som med ständigt nyfunnen infallsvinkel, stark trohet, en stillsamt halsbrytande fabulering och en sagoskimrande svart komik, har diktat oss sin förort till det Sveriga som blev – en de utdömdas trasiga och kärleksfulla Midsommarkrans.”
År 2021 tilldelades Johansson Stockholms stads hederspris i kategorin litteratur med motiveringen: ”Som Stockholmsskildrare är Kjell Johansson unik. I hans romaner från första’n möter vi folkhemmets styvbarn, de som inte har passat in, inte gjort karriär. (...) Med sin vackra prosa, starka medkänsla och absurda humor har Kjell Johansson förnyat den svenska proletärromanen.” Samma år tilldelades han ett Särskilt pris från Samfundet De Nio, och dessutom Natur & Kulturs särskilda stipendium.

## Priser och utmärkelser
- 1984 – Aftonbladets litteraturpris
- 1984 – Fackförbundspressens pris
- 1989 – Tidningen Vi:s litteraturpris
- 1989 – Gun och Olof Engqvists stipendium
- 1990 – Ivar Lo-priset kollektivt med Författargruppen Fyrskift
- 1990 – Litteraturfrämjandets stora romanpris
- 1993 – Hedenvind-plaketten
- 1994 – Lars Ahlin-stipendiet
- 1997 – Bernspriset
- 1997 – Signe Ekblad-Eldhs pris
- 1998 – Ivar Lo-Johanssons personliga pris
- 1998 – Moa-priset
- 2000 – Expressens Årets pocket-pris
- 2007 – Ivar Lo-priset
- 2007 – Stina Aronsons pris
- 2012 – Sven O. Bergkvist-priset
- 2013 – Stiftelsen Selma Lagerlöfs litteraturpris
- 2014 – Stockholms stads Kulturstipendium
- 2015 – Stipendium till Harry Martinsons minne
- 2021 – Samfundet De Nios Särskilda pris
- 2021 – Stockholms stads hederspris i kategorin litteratur[2]
- 2021 – Natur & Kulturs särskilda stipendium[3]
- 2022 - Jan Fridegård-priset[4]